# 李亚萍 (政治人物)
李亚萍（1963年—），河南洛阳人，汉族，中华人民共和国政治人物、第十二届全国人民代表大会河南地区代表。

## 生平
毕业于西安交通大学科学工程院电气自动化专业。加入中国致公党。2013年，担任全国人大代表。2018年2月24日，当选为第十三届全国人大代表。